# Thomas d'Estouteville
Thomas d'Estouteville, mort le 22 mars 1395, est un prélat français du XIVe siècle .

## Biographie
Thomas est le deuxième  fils de Jean d'Estouteville, seigneur de Torcy, et de Jeanne de Fiennes. Il est un parent  du cardinal Guillaume d'Estouteville, et le frère de Guillaume, évêque d'Évreux, d'Auxerre et de Lisieux et d'Estout, abbé de Cerisy, du Bec et de Fécamp.
Il devient évêque de Beauvais en 1388, à la suite du transfert de Guillaume de Vienne à Autun, et le restera jusqu'à sa mort le 22 mars 1395. Il est inhumé dans le chœur de la cathédrale, sous une plaque de cuivre gravée à son effigie. Il est représenté mitré, portant la chasuble et la crosse, avec à ses pieds un dragon. Il est encadré par les armoiries de la famille d'Estouteville et celle de l'évêché de Beauvais. Il est installé dans une arcature gothique, complétée de personnages bibliques.

## Source
- La France pontificale[réf. incomplète]